# АЕС Брансвік
Брансвік атомна електростанція, названа на честь округу Брансвік, штат Північна Кароліна, охоплює 490 гектар, на 6,1 метрів, над рівнем моря приблизно 8,0 км., від Атлантичного океану. Ділянка розташована поруч із містом Саутпорт, штат Північна Кароліна, водно-болотними та лісовими масивами, і була відкрита в 1975 році.
На території розміщено два киплячих реактори General Electric, які охолоджуються водою, що збирається з річки Кейп-Фір і скидається в Атлантичний океан.
Duke Energy Progress є мажоритарним власником (81,7%) і оператором АЕС у Брансвіку. Східне муніципальне енергетичне агентство Північної Кароліни володіє рештою 18,3%. У 2015 році Duke Energy завершила процес купівлі 18,3% акцій Східного муніципального енергетичного агентства Північної Кароліни в атомній електростанції Брансвік. (Duke Energy завершила злиття з Progress Energy 2 липня 2012 року.)
Близькість заводів у Брансвіку до річки Кейп-Фір і Атлантичного океану дозволила дизайнерам забирати охолоджуючу воду з річки Кейп-Фір і скидати її в Атлантику біля узбережжя острова Оук. Риба, ракоподібні та інше сміття видаляються з охолоджувальної води за допомогою системи фільтрації. Вода потім тече через атомну станцію і скидається в канал завдовжки п’ять миль, який в одній точці проходить під Внутрішньобереговим водним шляхом.

## Навколишнє населення
Комісія з питань ядерного регулювання визначає дві зони планування на випадок надзвичайних ситуацій навколо атомних електростанцій: зону впливу шлейфу радіусом 16 км, пов’язану головним чином із впливом та вдиханням радіоактивного забруднення, що передається повітрям, і зону шляху потрапляння всередину близько 80 км, головним чином пов'язаних із прийомом їжі та рідини, забрудненої радіоактивністю.

## Сейсмічний ризик
Відповідно до дослідження NRC, опублікованого в серпні 2010 року, оцінка Комісії з ядерного регулювання щорічного ризику землетрусу, достатнього для того, щоб спричинити пошкодження активної зони реактора в Брансвіку, становила 1 з 66 667.

## Ураган Флоренс
Два реактори в Брансвіку були зупинені в четвер, 13 вересня 2018 року, перед тим, як на станцію вплинув тропічний штормовий вітер від урагану «Флоренс». З дев'яти атомних електростанцій на шляху урагану "Флоренс" була зупинена єдина АЕС у Брансвіку.

## Інформація про енергоблоки
| Енергоблок | Тип реакторів       | Потужність | Потужність | Початок будівництва | Пуск       | Підключення до мережі | Введення в експлуатацію | Закриття |
| Енергоблок | Тип реакторів       | Чистий     | Брутто     | Початок будівництва | Пуск       | Підключення до мережі | Введення в експлуатацію | Закриття |
| ---------- | ------------------- | ---------- | ---------- | ------------------- | ---------- | --------------------- | ----------------------- | -------- |
| Брансвік-1 | BWR, BWR-4 (Mark 1) | 938 МВт    | 990 МВт    | 07.02.1970          | 08.10.1976 | 04.12.1976            | 18.03.1977              | —        |
| Брансвік-2 | BWR, BWR-4 (Mark 1) | 920 МВт    | 960 МВт    | 07.02.1970          | 20.03.1975 | 29.04.1975            | 03.11.1975              | —        |